# Putování s dinosaury: Gigantičtí ještěři
Putování s dinosaury: Gigantičtí ještěři (v anglickém originále The Walking with dinosaurs special: Chased by dinosaurs) je pokračováním úspěšné dokumentární série Putování s dinosaury (Walking with dinosaurs). Od prvotní série se však liší tím, že má průvodce, jímž je přírodovědec Nigel Marven. Dokument byl natočen ve dvou dílech: Země obrů a Obří dráp. Na tento speciál dále navazuje cyklus Monstra pravěkých oceánů.  

## Části

### Země obrů
Nigel vysedává na opuštěném prostranství u tábora. Nedaleko od něj leží kostra obřího sauropoda argentinosaura. Poté se setká s mladým jedincem u jezera. Tam je napaden pravěkým krokodýlem rodu Sarcosuchus. U skal se setkává se stádem makrogryfosaurů, popsaných jako Iguanodon. Ve snaze objevit migrační trasu argentinosaurů dojede autem až na pláž , kde najde kolonie ptakoještěrů. Večer pak zjistí, že v jeho táboře řádil predátor. Druhý den stopuje dravce v lese a nakonec giganotosaura najde. Nakonec pozoruje souboj argentinosaura se smečkou giganotosaurů a vypravuje se za stádem. Stádo zastaví u jezera, kde naklade vejce a na konci je Nigel opět napaden sarkosuchem.

### Obří dráp
Dráp obřího terizinosaura, dlouhý 75 centimetrů, se stal námětem pro další část. Nigel se vydává do pouště Nemegt ve vnitřním Mongolsku. Tam se setká s býložravými saurolofy a kolonií protoceratopsů. Usoudí, že v deštném pralese by mohl mít při pátrání po majiteli obřího drápu více štěstí. Najde zabijácké velociraptory a zjistí, jakým způsobem zabíjejí svou kořist. Nakonec je nucen zbudovat si v nebezpečném lese tábor, v noci polapí jednoho mononyka, ale hned ho zase pustí. Ráno najde kostry embryí terizinosaurů ve vykradeném hnízdišti. U skladkovodního jezera se mu nakonec podaří najít terizinosaury a zjistí, že jsou to býložravci. Proběhne také souboj terizinosaura s obřím tyranosauridem tarbosaurem.